# Caspar Kirchhoffer
Caspar Kirchhoffer (auch: Caspar Kirchhofer, Kaspar Kirchhoff; * 24. Mai 1812 in Uetersen; † 1885) war ein deutscher Arzt und Autor.

## Leben
Kirchhoffer war der Sohn eines Färbermeisters gleichen Namens aus St. Gallen (Schweiz) und seiner Ehefrau geb. Holtz aus Altona. Er wurde von dem aus Flensburg stammenden Rektor und Theologen Andreas Andresen († 1849), Bruder von Karl Andresen in der Uetersener Stiftsschule unterrichtet und besuchte später von Ostern 1831 bis Ostern 1832 als Stipendiat das Gymnasium in Altona. Danach studierte Kirchhoffer zunächst in Kopenhagen Medizin und wechselte später zur Christian-Albrechts-Universität in Kiel, wo er 1836 zum Dr. med. & chm promoviert wurde. Bis 1837 ließ Kirchhoffer sich als Arzt in Uetersen nieder und besuchte darauf Berlin, Würzburg und im Winter 1838 Heidelberg. Im Frühjahr 1839 folgten Besuche in Strassburg und Zürich, im Herbst desselben Jahres kehrte Kirchhoffer nach Kiel zurück, wo er ein halbes Jahr wohnte. Ab Mai 1839 ließ Kirchhoffer sich als Arzt in Altona nieder und war gleichzeitig Kinderarzt und Gynäkologe des Weiblichen Vereins für Armen- und Krankenpflege in Altona, aus dem später das Kinderhospitals in Altona wurde.
Als Autor verfasste Kirchhoffer mehrere Bücher und Aufsätze sowie Abhandlungen in verschiedenen Fachzeitschriften.

## Werke (Auswahl)
- Hemipiegia et convulsiones epilepticae voltaismi ope sanatae (Kiel 1831).
- Natürliches System der Geburtslehre. (Kiel und Hamburg, (Schubert & Co.) 1838 und 1842).
- Stoff zu weiteren Betrachtungen über die Medicinalverfassung der Herzogthümer Schleswig und Holstein. (Altona, Aue, 1839).
- Rec. über dr. Franz Karl Naegele‘s Lehre vom Mechanismus der Geburt in Pfaifs Mittheilungen VI
- Diverse Aufsätze, Anzeigen und Kritiken In der Neuen Zeitschrift für Geburtskunde unter anderen im Band 19